# Округ Џиога (Охајо)
Џиога (енгл. Geauga County) је округ у америчкој савезној држави Охајо.

## Демографија
По попису из 2010. године број становника је 93.389, што је 2.494 (2,7%) становника више него 2000. године.
| Група             | 2000.          | 2010.          |
| Белци             | 88.161 (97,0%) | 89.766 (96,1%) |
| Афроамериканци    | 1.110 (1,2%)   | 1.198 (1,3%)   |
| Азијати           | 385 (0,4%)     | 557 (0,6%)     |
| Хиспаноамериканци | 538 (0,6%)     | 1.001 (1,1%)   |
| Укупно            | 90.895         | 93.389         |